# Борха Лассо
Франсіско Борха Лассо де ла Вега Гаян (ісп. Francisco Borja Lasso de la Vega Gayán; 1 січня 1994, Севілья, Іспанія) — іспанський футболіст, півзахисник клубу «Тенерифе».

## Клубна кар'єра
Лассо — вихованець клубу «Севілья» зі свого рідного міста. 2013 року для набуття ігрової практики Борха почав виступати за дублерський склад команди.
2017 року в матчі проти «Еспаньйола» дебютував у Ла-Лізі.
На початку 2018 року Лассо на правах оренди перейшов до «Осасуни». 18 січня в матчі проти «Хімнастіка» з Таррагони він дебютував за нову команду. 21 січня в поєдинку проти «Культураль Леонеса» Борха забив свій перший гол за «Осасуну». Після закінчення оренди він повернувся до «Севільї», проте рідко виходив на поле, лише двічі зігравши в кубку за всю першу половину сезону 2018/19.
9 січня 2019 року Лассо підписав контракт на два з половиною роки з клубом «Тенерифе», що виступав у Сегунді.